# طائرة إقليمية
طائرة إقليمية (بالإنجليزية: Regional airliner)‏: هي طائرة ركاب إقليمية، صغيرة الحجم مصممة لتحمل ما يصل إلى 100 راكبا، وتطير على الرحلات القصيرة. تستخدم عادة لتغذية (feederliner) مراكز ومحاور الطيران الكبيرة، بالركاب الذين تنقلهم من المحطات الصغيرة.